# Jonathan Amon
Jonathan Amon né le 30 avril 1999 à Summerville en Caroline du Sud aux États-Unis est un joueur international américain de soccer. Il joue au poste d'ailier gauche.

## Biographie

### FC Nordsjælland
Né à Summerville en Caroline du Sud aux États-Unis, Jonathan Amon passe par l'académie du Battery de Charleston, où il est formé. Il rejoint l'Europe et le Danemark en juillet 2014 et y poursuit sa formation de joueur de soccer. Amon joue son premier match en professionnel le 4 novembre 2017, lors d'une rencontre de Superligaen face au Lyngby BK (2-2). Le 26 novembre suivant il inscrit son premier but lors de la large victoire de son équipe en championnat contre l'AC Horsens (6-0).

### En sélection nationale
Jonathan Amon honore sa première sélection avec l'équipe nationale des États-Unis le 17 octobre 2018, en amical contre le Pérou. Il entre en jeu en cours de partie à la place de Julian Green ce jour-là, et les deux équipes se séparent sur un match nul (1-1).